# Pārvatīpuram
Pārvatīpuram (teluga: పార్వతీపురం) är en ort i Indien.   Den ligger i distriktet Vizianagaram District och delstaten Andhra Pradesh, i den centrala delen av landet, 1 300 km sydost om huvudstaden New Delhi. Pārvatīpuram ligger 128 meter över havet och antalet invånare är 52 085.
Terrängen runt Pārvatīpuram är platt åt sydost, men åt nordväst är den kuperad. Runt Pārvatīpuram är det tätbefolkat, med 411 invånare per kvadratkilometer. Det finns inga andra samhällen i närheten. Trakten runt Pārvatīpuram består till största delen av jordbruksmark.